# Ostróg (forteca)

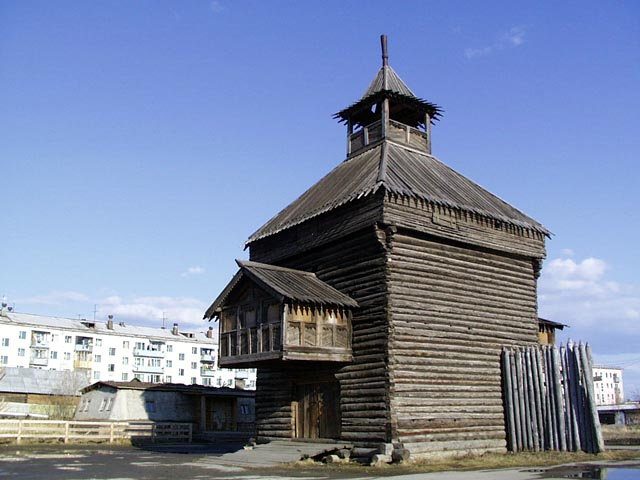
Ostróg w Jenisejsku

Ostróg – nieduże umocnienie w formie budynku drewnianego ze strzelnicami, służące do obrony miejsc ważnych ze względów taktycznych. Otoczone palisadą, wałem ziemnym i fosą. Stosowane na wschodzie Europy od średniowiecza do XVII wieku.
Ostrogiem nazywa się również schron bojowy, budowany przeważnie w lasach, przystosowany do prowadzenia ognia półokrężnego lub okrężnego.